# Peter Mauley, 1. Baron Mauley
Peter Mauley, 1. Baron Mauley (auch Peter III Mauley) (* 1249; † 1308) war ein englischer Adliger und Militär.
Er war der älteste Sohn von Peter II Mauley. Als sein Vater 1279 starb, erbte er dessen umfangreichen Besitzungen in Yorkshire, einschließlich des Familiensitzes Mulgrave Castle. 
Mauley nahm an der Eroberung von Wales durch König Eduard I. teil. Eduard I. schätzte seine militärische Erfahrung, so dass Mauley 1283 an einer Ratsversammlung in Shrewsbury und 1286 an einem Rat der königlichen Kommandanten in Gloucester teilnahm. Er diente dem König weiter als Militär von 1294 bis 1295 im Krieg gegen Frankreich in der Gascogne und bis 1304 in Schottland während des Ersten schottischen Unabhängigkeitskrieges. Wegen seiner Schulden in Höhe von über £ 600 wurde er 1299 von seinen Gläubigern in der Gascogne festgehalten, die Schulden wurden später vom König übernommen. Ab 1295 wurde Mauley regelmäßig in das Parlament berufen und somit zum Baron Mauley erhoben. 1305 und 1307 diente Mauley als königlicher Richter, wobei er 1305 Vorsitzender der Gerichtskommission für Nordengland war.
Er heiratete Nichola de Gaunt († 1284), eine Tochter und Miterbin von Sir Gilbert de Gaunt (Haus Gent, † 1274), Gutsherr von Folkingham in Lincolnshire und Healaugh in Yorkshire. Sein Erbe wurde sein Sohn Peter IV Mauley (1281–um 1336).